# خولي بن أبي خولي
خولي بن عمرو بن زهير بن خيثمة الجعفيّ (نحو 50 ق هـ - 16 هـ / 573م - 638م): صحابي، من مهاجرة الحبشة، وفي ذلك قال البلاذري: «خولي بن أبى خولي – واسمه عمرو – بن زهير ابن خيثمة بن أبي حمران الحارث بن معاوية بن الحارث بن مالك بن عوف بن سعد بن عوف بن حريم بن جعفى. قال الهيثم بن عدي: هاجر وأخواه هلال وعبد الله ابنا أبى خولي إلى الحبشة في المرة الثانية».
هاجر إلى يثرب، وشهد بدرا وسائر المشاهد مع رسول الله ﷺ، قال محمد بن سعد البغدادي: «شهد خولي بْن أبي خولي بدْرًا وأحدًا والخندق والمشاهد كلها مَعَ رَسُولِ اللَّهِ». وكان حليفًا للخطاب بن نفيل العدوي في الجاهلية. قيل حضر دفن الرسول ﷺ، والصحيح أنه كان في اليمن آنذاك، وفي ذلك قال ابن حجر: «زعم ابن منده أنه شهد دفن النبيّ ﷺ؛ وأقرَّه أبو نعيم، وهو وَهْم، والذي شهد الدفْنَ الكريم هو أَوْس بن خَوْلي».
عاش خولي بن عمرو إلى زمن عمر بن الخطاب، ولما استنفر عمر العرب لقتال الفرس في القادسية، كان فيمن ندب من زعماء العرب خولي، وفي ذلك يروي الكلاعي عن المدائني قال:«انتدب - عمر بن الخطاب - من أهل اليمن: خولي بن عمرو، والحارث بن الحارث، وعمرو بن خوثعة، والقاسم بن عقيل، وحميضة بن النعمان - وسمى غيرهم - فحملوا الناس على خيول وبغال وحمير ودعوا الخيل العِراب».غير أنه لم يشهد معركة القادسية، إلا أنه بعث قومه نفيراً إلى العراق،وتوفى خولي في خلافة عمر بن الخطاب نحو سنة 16 هـ.

## النسب
- خولي بن أبى خولي - واسمه عمرو - بن زهير ابن خيثمة بن أبي حمران الحارث بن معاوية بن الحارث بن مالك بن عوف بن سعد بن عوف بن حريم بن جعفي، من مذحج.[8]